# New England Patriots 1977
La stagione 1977 dei New England Patriots è stata l'8ª della franchigia nella National Football League, la 18ª complessiva e la quinta con Chuck Fairbanks come capo-allenatore. La squadra terminò con un bilancio di nove vittorie e cinque sconfitte, al terzo posto nella AFC East division.

## Calendario
| Turno | Data       | Avversario            | Risultato | Pubblico |
| ----- | ---------- | --------------------- | --------- | -------- |
| 1     | 18/9/1977  | Kansas City Chiefs    | V 21–17   | 58,185   |
| 2     | 26/9/1977  | at Cleveland Browns   | S 30–27   | 76,418   |
| 3     | 2/9/1977   | at New York Jets      | S 30–27   | 38,227   |
| 4     | 9/10/1977  | Seattle Seahawks      | V 31–0    | 45,927   |
| 5     | 16/10/1977 | at San Diego Chargers | V 24–20   | 50,327   |
| 6     | 23/10/1977 | Baltimore Colts       | V 17–3    | 60,958   |
| 7     | 30/10/1977 | New York Jets         | V 24–13   | 61,042   |
| 8     | 6/11/1977  | Buffalo Bills         | S 24–14   | 60,263   |
| 9     | 13/11/1977 | at Miami Dolphins     | S 17–5    | 67,502   |
| 10    | 20/11/1977 | at Buffalo Bills      | V 20–7    | 27,598   |
| 11    | 27/11/1977 | Philadelphia Eagles   | V 14–6    | 57,893   |
| 12    | 4/12/1977  | at Atlanta Falcons    | V 16–10   | 57,911   |
| 13    | 11/12/1977 | Miami Dolphins        | V 14–10   | 61,064   |
| 14    | 18/12/1977 | at Baltimore Colts    | S 30–24   | 42,250   |

## Classifiche
| AFC East             | AFC East | AFC East | AFC East | AFC East | AFC East | AFC East | AFC East | AFC East | AFC East |
|                      | V        | S        | P        | %        | DIV      | CONF     | PF       | PS       | Str.     |
| -------------------- | -------- | -------- | -------- | -------- | -------- | -------- | -------- | -------- | -------- |
| Baltimore Colts(2)   | 10       | 4        | 0        | .714     | 6–2      | 9–3      | 295      | 221      | V1       |
| Miami Dolphins       | 10       | 4        | 0        | .714     | 6–2      | 8–4      | 313      | 197      | V1       |
| New England Patriots | 9        | 5        | 0        | .643     | 4–4      | 7–5      | 278      | 217      | S1       |
| New York Jets        | 3        | 11       | 0        | .214     | 2–6      | 2–10     | 191      | 300      | S2       |
| Buffalo Bills        | 3        | 11       | 0        | .214     | 2–6      | 2–10     | 160      | 313      | S1       |